# A839 road
Die A839 road ist eine A-Straße in der schottischen Council Area Highland. Sie verläuft von der Ostküste bei Golspie quer durch Sutherland über Lairg und ist Teil einer Ost-West-Verbindung quer durch die Northwest Highlands bis zum Fischereihafen Lochinver an der Westküste.

## Verlauf
Die Straße beginnt an der schottischen Ostküste südwestlich von Golspie an dem nach einem früheren Bahnhof der Far North Line benannten Knotenpunkt The Mound mit der A9. Von dort verläuft die A839 im Strath Fleet, dem Tal des gleichnamigen Flusses nach Westen. Parallel zur Eisenbahn passiert die Straße die kleinen Ortschaften Rogart, Pittentrail und Muie sowie weitere einzelne Ansiedlungen in diesem überwiegend landwirtschaftlich genutzten Teil von Sutherland. Ab etwa der Hälfte der Strecke zwischen The Mound und Lairg verläuft die Straße überwiegend durch Heide- und Moorland und erreicht kurz vor Lairg am oberen Talschluss von Strath Fleet ihren höchsten Punkt.

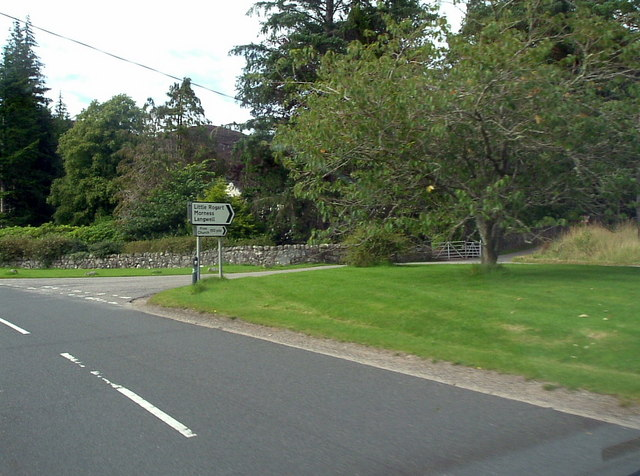
Wegweiser an der A839 bei Rogart

In Lairg, dem größten Ort in diesem Bereich von Sutherland, kreuzt die A839 die in etwa in Nord-Süd-Richtung verlaufende A836, die Verbindungen bis an die Nordküste und in Richtung Inverness herstellt. Westlich von Lairg ist die ansonsten zweispurig ausgebaute A839 einspurig als Single track road ausgeführt. Bis zu ihrem Endpunkt an der Einmündung in die weiter an die Westküste führende A837 bei Rosehall passiert die A839 einige kleinere Ansiedlungen und größere Waldgebiete.